# Donovan Deekman
Donovan Deekman (Amsterdam, 23 juni 1988) is een Nederlands voetballer die als aanvaller speelt.
Hij maakte op 3 mei 2009 zijn competitiedebuut voor sc Heerenveen in een wedstrijd tegen ADO Den Haag. Hij viel in voor Patrik Ingelsten. Zijn officiële debuut maakte hij op 26 november 2008 in het UEFA Cup-duel tegen VfL Wolfsburg waar hij inviel voor Paulo Henrique. In 2009 vertrok hij naar KSC Lokeren uit België. Hij tekende daar een contract voor drie jaar. Vanaf 2012 speelde hij voor Sparta Rotterdam. Nadat zijn contract medio 2014 afliep, speelde hij een half jaar in Roemenië bij CS Concordia Chiajna. Daarna speelde Deekman in Iran voor Naft Tehran FC. Vanaf 12 februari 2016 speelt hij voor Telstar. Zijn oud-trainer bij Sparta Michel Vonk was daar weer zijn trainer. In 2017 speelde Deekman op de Malediven voor Club Eagles. Begin 2018 sloot hij aan bij Voorwaarts Gijzel-Oosterzele dat uitkomt in de Tweede Provinciale B.
Met het Nederlands Beloftenelftal nam Deekman in 2009 deel aan het Toulon Espoirs-toernooi.

## Statistieken
| seizoen   | club                 | Land      | klasse          | wedstr | goals |
| --------- | -------------------- | --------- | --------------- | ------ | ----- |
| 2007-2008 | sc Heerenveen        | Nederland | Eredivisie      | 0      | 0     |
| 2008-2009 | sc Heerenveen        | Nederland | Eredivisie      | 1      | 0     |
| 2009-2010 | Sporting Lokeren     | België    | Jupiler League  | 6      | 0     |
| 2009-2010 | Sporting Lokeren     | België    | Play-Off II A   | 3      | 0     |
| 2010-2011 | Sporting Lokeren     | België    | Jupiler League  | 19     | 3     |
| 2011-2012 | Sporting Lokeren     | België    | Jupiler League  | 2      | 0     |
| 2012-2014 | Sparta Rotterdam     | Nederland | Jupiler League  | 62     | 20    |
| 2014-2015 | CS Concordia Chiajna | Roemenië  | Liga 1          | 3      | 0     |
| 2014-2015 | Naft Tehran FC       | Iran      | Iran Pro League | 3      | 0     |
| 2015-2016 | SC Telstar           | Nederland | Jupiler League  | 22     | 3     |
|           |                      |           | Totaal          | 120    | 26    |

## Erelijst
- KNVB beker: 2009